# Algarinejo
Algarinejo ist eine Gemeinde in der Provinz Granada im Südosten Spaniens mit 2.335 Einwohnern (Stand: 2024). Die Gemeinde liegt in der Comarca Loja. 

## Geografie
Algarinejo liegt im Nordwesten der Provinz Granada, in der Region Loja. Montefrio grenzt an Iznájar, Loja, Montefrío, Priego de Córdoba und Zagra. Das Klima ist mediterran mit kontinentalen Zügen.

## Geschichte
Der Ort stammt aus der Zeit der Mauren. Sein Name leitet sich von wahrscheinlich von dem arabischen Begriff al-gar ab, was „die Höhle“ bedeutet.